# Meriola peras
Espèce
Meriola peras est une espèce d'araignées aranéomorphes de la famille des Trachelidae.

## Distribution
Cette espèce est endémique de la province d'Entre Ríos en Argentine,. Elle se rencontre vers Diamante.

## Description
La carapace de la femelle holotype mesure 1,77 mm de long sur 1,43 mm et l'abdomen 2,63 mm et la carapace du mâle paratype mesure 1,87 mm de long sur 1,40 mm et l'abdomen 2,64 mm.

## Publication originale
- González Márquez, Grismado & Ramírez, 2021 : « A taxonomic revision of the spider genus Meriola Banks (Araneae: Trachelidae). » Zootaxa, no 4936(1), p. 1-113.